# Баллада № 1 (Шопен)
Баллада № 1 соль минор, op. 23 — баллада для фортепиано Фредерика Шопена. Завершенное в 1835 году, оно является одним из самых популярных произведений Шопена. Типичное выступление длится девять-десять минут.

## История
Баллада восходит к эскизам Шопена, сделанным в 1831 году во время его восьмимесячного пребывания в Вене. Она была завершена в 1835 году после его переезда в Париж, где он посвятил ее барону Натаниэлю фон Штокхаузену, послу Ганновера во Франции.
В 1836 году Роберт Шуман писал: "У меня есть новая Баллада Шопена. Мне кажется, это самое близкое к его гениальности произведение (хотя и не самое блестящее). Я даже сказал ему, что это моя самая любимая из всех его работ. После долгой, задумчивой паузы он решительно сказал мне: «Я рад, потому что и мне она больше всего нравится, это моя самая дорогая работа».

## Структура

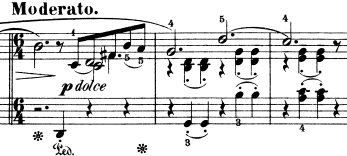
Основная тема Баллады № 1

Пьеса начинается с первого обращения мажорного аккорда A♭, неаполитанского аккорда, который подразумевает величественную ауру, и заканчивается диссонирующим левым аккордом D, G и E ♭, который не разрешается до конца. Хотя в оригинальной рукописи Шопена в качестве верхней ноты четко обозначена E ♭, этот аккорд вызвал некоторые разногласия, и поэтому некоторые версии произведения, такие как издание Клиндворта, включают D, G, D как оссию.
Основной раздел баллады строится из двух основных тем. Краткое вступление плавно перетекает в первую тему в соль миноре, представленную в такте 8. После драматического развития вторая тема в ми-бемоль мажоре вводится в такте 68. За экспозицией вновь следует разработка, в которой две темы, транспонированные в другие тональности (ля минор и ля мажор), претерпевают трансформацию. Затем в репризе представляются две темы в их исходной тональности, хотя и в обратном порядке.
Громовой аккорд вводит коду, отмеченную Presto con fuoco, в которой первоначальная неаполитанская гармония вновь возникает в постоянном динамическом движении вперед, что в конечном итоге завершает произведение в огненной двойной октавной гамме, бегущей по клавиатуре.
В целом произведение структурно сложно и не ограничивается строго какой-либо конкретной формой, но включает в себя идеи в основном из сонатных и вариационных форм. Отличительной чертой является его тактовый размер. В то время как остальные три баллады написаны в строгом сложном двойном такте с тактовым размером 6
8, баллада № 1 имеет отклонения от этого. Введение пишется в размере 4
4, а более обширная кодовая часть Presto con fuoco пишется в 2
2 или 4
4. Остальная часть произведения написана в 6
4, а не в 6
8, как многие характеризуют его. Этот раздел также считается одним из самых сложных в техническом и музыкальном отношении среди произведений Шопена.

## В популярной культуре
Баллада звучит в нескольких фильмах. Он исполняется на экране в «Газовом свете» польским пианистом Якобом Гимпелем, известным как Пианист. Произведение занимает центральное место в сюжете фильма Романа Полански 2002 года «Пианист», где пианист Владислава Шпильмана, которого играет Эдриен Броуди, исполняет ее для немецкого офицера, который помогает ему прятаться и снабжает едой. Также звучит в фильме 1991 года «Экспромт», где Шопен играет эту пьесу, когда его прерывает Жорж Санд, и он впервые встречает ее.
В 2010 году британский журналист Алан Расбриджер (редактор The Guardian) посвятил год изучению баллады № 1 и выпустил книгу об этом опыте « Играй снова: любитель против невозможного».
Это произведение также было предметом документального фильма Channel 4 2013 года «Шопен спас мне жизнь». Он цитируется в Симфонии № 21 Мечислава Вайнберга («Кадиш»).
После смерти Шопена бельгийский скрипач и музыкант Эжен Изаи сделал собственную аранжировку Баллады № 1 для скрипки и фортепиано. Эта аранжировка использовалась в качестве саундтрека к заключительному эпизоду японского аниме «Твоя апрельская ложь» 2014—2015 годов.
Японский фигурист и двукратный олимпийский чемпион Юдзуру Ханю откатал свою короткую программу под балладу № 1 за четыре сезона с 2014 по 2020 год. Программа принесла ему четыре мировых рекорда и способствовала завоеванию его второго олимпийского титула, например, завершению первого в карьере турнира Super Slam в мужском одиночном разряде. По состоянию на декабрь 2021 года «Баллада № 1» Ханью получила пять самых высоких оценок за короткую программу во всех системах судейства и является самой успешной программой в этом сегменте соревнований.